# Dolores Nakowa
Dolores Sdrawkowa Nakowa (bulgarisch Долорес Здравкова Накова; * 15. Juni 1957 in Russe) ist eine ehemalige bulgarische Ruderin. Sie gewann eine olympische Bronzemedaille. Bei Weltmeisterschaften gewann sie eine Gold- und eine Silbermedaille.

## Sportliche Karriere
Die 1,79 m große Dolores Nakowa trat bei den Weltmeisterschaften 1977 in Amstelveen in zwei Bootsklassen an und belegte sowohl im Zweier ohne Steuerfrau als auch im Achter den fünften Platz. 1978 wechselte sie in den Doppelvierer mit Steuerfrau. Anka Bakowa, Dolores Nakowa, Rumeljana Bontschewa, Rossitsa Spassowa und Steuerfrau Anka Eftimowa siegten vor dem Boot aus der Bundesrepublik Deutschland und dem Boot aus der Sowjetunion. 1979 rückte Mariana Serbesowa für Spassowa und Ani Filipowa für Eftimowa ins Boot. Die Bulgarinnen gewannen bei den Weltmeisterschaften 1979 in Bled die Silbermedaille hinter dem Boot aus der DDR und vor den Rumäninnen. 1980 kehrte als Steuerfrau Anka Eftimowa unter dem Namen Anka Georgiewa zurück. Mariana Serbesowa, Rumeljana Bontschewa, Dolores Nakowa und Anka Bakowa gewannen mit Georgiewa am Steuer den Vorlauf bei den Olympischen Spielen in Moskau vor den Booten aus der Sowjetunion und aus der DDR. Im Finale siegte das Boot aus der DDR vor dem sowjetischen Vierer und den Bulgarinnen. Zum Abschluss ihrer Karriere trat Nakowa bei den Weltmeisterschaften 1981 in München mit einem neu zusammen gesetzten Doppelvierer an und belegte den fünften Platz.